# Disparia japonensis
Disparia japonensis är en fjärilsart som beskrevs av Willie Horace Thomas Tams 1927. Disparia japonensis ingår i släktet Disparia och familjen tandspinnare. Inga underarter finns listade i Catalogue of Life.